# Triaenops parvus
Triaenops parvus é uma espécie de morcego da família Hipposideridae. É endêmica do Iêmen.